# Parque Diadema
O Parque Diadema é um parque público da cidade de Curitiba. O Parque fica localizado na Cidade Industrial de Curitiba, entre a Avenida Juscelino Kubitschek de Oliveira e as ruas R. Vale dos Pássaros, R. Antônio Dionísio Sobrinho e R. Maria Lucia Locher de Athayde, nas proximidades do Parque dos Tropeiros. Inaugurado em 1994, tem 112.000 metros quadrados de área e em o local de lazer dos moradores dos bairros sudoestes de Curitiba, possuindo canchas de futebol de areia e vôlei e playgrounds. Seu nome é originário do Conjunto Habitacional Diadema localizado nas proximidades.

## Ligação externa
- Parque Diadema Curitiba Interativa